# دوري كوراساو لكرة القدم 2015
دوري كوراساو لكرة القدم 2015 هو الموسم 89 من دوري كوراساو لكرة القدم. كان عدد الأندية المشاركة فيه 10، وفاز فيه RKSV Centro Dominguito ‏.